# Martín Benítez
Martín Nicolás Benítez (Posadas, Misiones, Argentina; 17 de junio de 1994) es un futbolista argentino que juega como extremo en el Goiás Esporte Clube, del Campeonato Brasileño de Serie B.

## Trayectoria

### Inicios y divisiones inferiores
En 2008, antes de venirse a probar al club de Avellaneda, se entrenaba en el club La Picada, en Misiones. En Independiente, arrancó de titular en la séptima división, con muy buenos rendimientos. En julio de 2011 jugó en Holanda un amistoso contra el Ajax: Independiente perdió 5 a 1 y el gol de honor fue de él, cabe destacar la presencia de futbolistas como Gregory Van der Wiel, Maarten Stekelenburg; futbolistas titulares de la selección de Holanda. Fue promovido a la sexta donde seguía jugando hasta octubre de 2011, pero no llegó a disputar muchos partidos, al igual que en reserva donde debía dejar su lugar a los jugadores que bajaban de la Primera.

### Debut en Primera División
Concentró por primera vez para el partido ante Olimpo de Bahía Blanca válido por la fecha 15 del Torneo Apertura 2011. El día anterior al encuentro, Ramón Díaz dijo en conferencia de prensa que esperaba que todo saliera bien en el partido para así poder darle alguna chance a Benítez de que debutara. Finalmente debutó aquel lluvioso 19 de noviembre en la victoria roja por 3 a 0 cuando ingresó al minuto 67 por Leonel Núnez, con el dorsal #29. En los poco más de 20 minutos que jugó pudo mostrar varias cosas interesantes que llamaron la atención del público y de la prensa presente.
Desde su debut fue un habitual convocado por Díaz, tanto que a los días estuvo en el banco de suplentes ante Colegiales, por Copa Argentina y luego jugó unos minutos frente a Unión. si bien no tuvo mucha participación también formó parate del inovidable equipo  del trece. El 4 de diciembre se ganó por primera vez la titularidad y, además, con un lindo remate de afuera del área, dejó parado a Sebastián Peratta para convertir, en su tercer partido, su primer gol en primera división en el empate 1 a 1 frente Newell's.
En su cuarto partido, frente a San Lorenzo de Almagro anota su segundo gol consecutivo, habiendo entrado apenas 10 minutos a la cancha, con el que Independiente obtiene una importante victoria en el clásico. En el último partido del campeonato, fue figura al recibir muchas faltas, entre ellas el penal que posibilitó la levantada del equipo que terminó ganando 2 a 1 frente a Tigre. 
A comienzos del 2016, el Galatasaray había ofrecido €6.000.000, oferta que fue rechazada por Hugo Moyano, presidente de Independiente que sostenía que el valor de jugador era de €20.000.000, pero finalmente solicitó €8.000.000 para cerrar el trato; Galatasaray no volvió contactarse con ellos.
El 28 de abril de 2017 abre el marcador con un impresionante gol de chilena frente a Estudiantes de La Plata por la fecha 22 del torneo local.
Gracias a su buen rendimiento en el ciclo del nuevo DT Holan, Benítez es nuevamente observado por grandes equipos de México y Brasil.
El 13 de diciembre de 2017 se consagra campeón de la Copa Sudamericana sumando su primer título internacional con el Club y en su carrera como profesional. 
El 28 de junio de 2018, renueva contrato con Independiente hasta el año 2021. El 8 de agosto del mismo año obtendría otro título con dicho club consagrándose campeón de la Copa Suruga Bank, agregando otra copa internacional a su historial.

### Vasco da Gama
El 27 de febrero de 2020 Vasco da Gama oficializó su contratación a préstamo desde Independiente, con cargo y una opción de compra de 4 millones por el 60% de la ficha. Con la camiseta de cruzmaltina, el centrocampista destacó, pero tuvo un paso comprometido por problemas físicos, faltando al equipo en gran cantidad de partidos. Benítez regresó a Independiente en diciembre de 2020, luego de que el club no lograra llegar a un acuerdo con el Vasco, que pretendía extender su préstamo. En enero de 2021, los clubes reanudaron las negociaciones y resolvieron el estancamiento. Benítez volvió a presentarse al Vasco el 12 de enero, con el préstamo renovado hasta finales de junio.  
El 25 de febrero de 2021 se fue a la B con Vasco da Gama. En marzo de 2021 el equipo brasilero rechazó la opción de compra.  

### Sao Paulo
En junio de 2021 llega a préstamo al conjunto paulista. En diciembre finalizó la cesión y tampoco hicieron uso de la opción de compra.

### Gremio
Debía retorna al rojo dueño de su pase y donde tiene contrato hasta junio de 2022. El 3 de enero de 2022 hizo oficial su deseo de no volver a Independiente y continuar en el ascenso de Brasil jugando para Gremio. A fines de julio el equipo brasilero decide no renovarle el préstamo, por lo que Martin queda sin club y debe regresar a Argentina.

### América Mineiro
Tras su salida de Gremio debía retornar a Independiente, pero ante la deuda que el club mantiene con el jugador, decide dejarlo irse al América-MG donde milita actualmente desde julio de 2022. el 1 de enero de 2023 el conjunto de Minas Gerais hizo uso de la opción de compra por Martin, Independiente solicitaba 2.5 millones de dólares, pero América se plantó y le ofrecio 900 mil por la totalidad del pase, el equipo argentino aceptó la oferta y Martín firmó contrato con el America por 2 años. Un dato curioso de Benitez es que a fines de 2023 descendío con América-MG, siendo este el tercer equipo con el que optiene este premio a los malos resultados, anteriormente lo había logrado con Vasco da Gama e Independiente.  

## Selección nacional

### Selección Sub-17
Desde un primer momento Martín fue citado para la Selección Sub-17 de cara al Sudamericano Sub-17 de Ecuador. Su primer gol con la camiseta nacional se lo convirtió en un amistoso a Unión de Santa Fe el 5 de mayo de 2010.
El 28 de febrero fue convocado por Oscar Garré para integrar el plantel en el Sudamericano siéndole asignado el dorsal #20. Debutó en el torneo en el tercer partido frente a Bolivia donde ingresó por Leandro Paredes. En el siguiente encuentro ante Ecuador fue titular y, además, anotó el segundo gol en la victoria por 2 a 0. Como si esto fuera poco, Benítez le dio el gol del triunfo al equipo argentino ante Paraguay por la primera fecha del hexagonal final. Luego solo disputó algunos minutos en los 2 últimos partidos donde la albiceleste cayó frente a Ecuador y Brasil.
En junio tuvo la posibilidad de disputar la Copa Mundial Sub-17 de 2011 jugada en México donde Argentina llegó hasta las octavos de final. En tierras aztecas solo jugó 25 minutos frente a Francia y otros 24 ante el combinado de Jamaica.

### Participaciones con la selección
| Torneo                                 | Sede    | Resultado        | Partidos | Goles |
| -------------------------------------- | ------- | ---------------- | -------- | ----- |
| Campeonato Sudamericano Sub-17 de 2011 | Ecuador | Tercer lugar     | 5        | 2     |
| Copa Mundial de Fútbol Sub-17 de 2011  | México  | Octavos de final | 2        | 0     |

## Estadísticas

### Clubes
Actualizado de acuerdo al último partido jugado el 23 de junio de 2025.
| Club                          | Div.          | Temporada     | Liga  | Liga  | Liga   | Estatal | Estatal | Estatal | Copas nacionales | Copas nacionales | Copas nacionales | Torneos internacionales | Torneos internacionales | Torneos internacionales | Total | Total | Total  |
| Club                          | Div.          | Temporada     | Part. | Goles | Asist. | Part.   | Goles   | Asist.  | Part.            | Goles            | Asist.           | Part.                   | Goles                   | Asist.                  | Part. | Goles | Asist. |
| ----------------------------- | ------------- | ------------- | ----- | ----- | ------ | ------- | ------- | ------- | ---------------- | ---------------- | ---------------- | ----------------------- | ----------------------- | ----------------------- | ----- | ----- | ------ |
| C. A. Independiente Argentina | 1.ª           | 2011-12       | 10    | 2     | 1      | —       | —       | —       | —                | —                | —                | —                       | —                       | —                       | 10    | 2     | 1      |
| C. A. Independiente Argentina | 1.ª           | 2012-13       | 11    | 1     | 0      | —       | —       | —       | —                | —                | —                | 4                       | 0                       | 1                       | 15    | 1     | 1      |
| C. A. Independiente Argentina | 2.ª           | 2013-14       | 10    | 0     | 0      | —       | —       | —       | —                | —                | —                | —                       | —                       | —                       | 10    | 0     | 0      |
| C. A. Independiente Argentina | 1.ª           | 2014          | 8     | 0     | 1      | —       | —       | —       | —                | —                | —                | —                       | —                       | —                       | 8     | 0     | 1      |
| C. A. Independiente Argentina | 1.ª           | 2015          | 26    | 7     | 5      | —       | —       | —       | 3                | 0                | 0                | 6                       | 0                       | 1                       | 35    | 7     | 6      |
| C. A. Independiente Argentina | 1.ª           | 2016          | 14    | 2     | 1      | —       | —       | —       | 2                | 0                | 0                | —                       | —                       | —                       | 16    | 2     | 1      |
| C. A. Independiente Argentina | 1.ª           | 2016-17       | 27    | 1     | 5      | —       | —       | —       | 1                | 0                | 0                | 8                       | 1                       | 0                       | 36    | 2     | 5      |
| C. A. Independiente Argentina | 1.ª           | 2017-18       | 20    | 6     | 2      | —       | —       | —       | 1                | 0                | 0                | 14                      | 4                       | 3                       | 35    | 10    | 5      |
| C. A. Independiente Argentina | 1.ª           | 2018-19       | 20    | 3     | 1      | —       | —       | —       | 4                | 3                | 0                | 6                       | 0                       | 2                       | 30    | 6     | 3      |
| C. A. Independiente Argentina | 1.ª           | 2019-20       | 12    | 0     | 0      | —       | —       | —       | 1                | 0                | 0                | 5                       | 1                       | 1                       | 18    | 1     | 1      |
| C. A. Independiente Argentina | Total club    | Total club    | 158   | 22    | 16     | 0       | 0       | 0       | 12               | 3                | 0                | 43                      | 6                       | 8                       | 213   | 31    | 24     |
| C. R. Vasco da Gama · Brasil  | 1.ª           | 2020          | 24    | 2     | 2      | 3       | 0       | 0       | 4                | 1                | 1                | 2                       | 0                       | 0                       | 33    | 3     | 3      |
| C. R. Vasco da Gama · Brasil  | Total club    | Total club    | 24    | 2     | 2      | 3       | 0       | 0       | 4                | 1                | 1                | 2                       | 0                       | 0                       | 33    | 3     | 3      |
| São Paulo F. C. · Brasil      | 1.ª           | 2021          | 24    | 2     | 1      | 9       | 0       | 3       | 4                | 1                | 1                | 5                       | 1                       | 1                       | 42    | 4     | 6      |
| São Paulo F. C. · Brasil      | Total club    | Total club    | 24    | 2     | 1      | 9       | 0       | 3       | 4                | 1                | 1                | 5                       | 1                       | 1                       | 42    | 4     | 6      |
| Grêmio F. P. A. · Brasil      | 2.ª           | 2022          | 4     | 0     | 0      | 6       | 0       | 1       | 1                | 0                | 0                | —                       | —                       | —                       | 11    | 0     | 1      |
| Grêmio F. P. A. · Brasil      | Total club    | Total club    | 4     | 0     | 0      | 6       | 0       | 1       | 1                | 0                | 0                | 0                       | 0                       | 0                       | 11    | 0     | 1      |
| América Mineiro · Brasil      | 1.ª           | 2022          | 15    | 1     | 3      | —       | —       | —       | —                | —                | —                | —                       | —                       | —                       | 15    | 1     | 3      |
| América Mineiro · Brasil      | 1.ª           | 2023          | 20    | 3     | 4      | 9       | 3       | 2       | 6                | 2                | 1                | 6                       | 1                       | 4                       | 41    | 9     | 11     |
| América Mineiro · Brasil      | 2.ª           | 2024          | 10    | 0     | 5      | 5       | 1       | 1       | 1                | 0                | 0                | —                       | —                       | —                       | 16    | 1     | 6      |
| América Mineiro · Brasil      | 2.ª           | 2025          | 3     | 0     | 0      | 5       | 0       | 1       | 1                | 0                | 0                | —                       | —                       | —                       | 9     | 0     | 1      |
| América Mineiro · Brasil      | Total club    | Total club    | 48    | 4     | 12     | 19      | 4       | 4       | 8                | 2                | 1                | 6                       | 1                       | 4                       | 81    | 11    | 21     |
| Goiás E. C. · Brasil          | 2.ª           | 2025          | 3     | 0     | 0      | —       | —       | —       | —                | —                | —                | —                       | —                       | —                       | 3     | 0     | 0      |
| Goiás E. C. · Brasil          | Total club    | Total club    | 3     | 0     | 0      | 0       | 0       | 0       | 0                | 0                | 0                | 0                       | 0                       | 0                       | 3     | 0     | 0      |
| Total carrera                 | Total carrera | Total carrera | 261   | 30    | 31     | 37      | 4       | 8       | 29               | 7                | 3                | 56                      | 8                       | 13                      | 383   | 49    | 55     |
| 1. 2. 3. 4.                   |               |               |       |       |        |         |         |         |                  |                  |                  |                         |                         |                         |       |       |        |

## Palmarés

### Campeonatos regionales
| Título              | Club            | Estado    | Año  |
| ------------------- | --------------- | --------- | ---- |
| Campeonato Paulista | São Paulo F. C. | São Paulo | 2021 |

### Campeonatos internacionales
| Título            | Club                | Sede           | Año  |
| ----------------- | ------------------- | -------------- | ---- |
| Copa Sudamericana | C. A. Independiente | Río de Janeiro | 2017 |
| Copa Suruga Bank  | C. A. Independiente | Osaka          | 2018 |

### Otros logros
- Ascenso a la Primera División de Argentina con Independiente en 2014.

## Polémicas

### Acusación de encubrimiento de abuso sexual
Benítez había sido acusado de encubrir a su excompañero y pareja en Independiente Alexis Zárate en una causa de abuso sexual cometido a Giuliana Peralta el 16 de marzo de 2014. La joven acusa a Zárate de haberla violado por equivocación mientras dormía junto a Benítez en su habitación. Zárate irá a juicio oral por esta causa mientras que Benítez ha sido desvinculado de la causa.